# 陳夏民
陳夏民（1980年—），臺灣作家、獨立出版人，為國立東華大學英美語文學系、國立東華大學創作與英語文學研究所碩士畢業，逗點文創結社（Comma Books）創辦人及現任總編輯，讀字書店負責人，曾旅居印尼，著有《潰雪》、《一個乾淨明亮的地方：海明威短篇傑作選》、《那些乘客教我的事》。2020年，擔任國立東華大學楊牧書房青年駐校作家。

## 外部連結
- 陳夏民的Facebook專頁